# Axel Prahl
Axel Ferdinand Konstatin Prahl (Eutin, 26 maart 1960) is een Duits acteur. Zijn bekendste rol is het hoofdpersonage Frank Thiel in de reeks afleveringen van de Duitse krimiserie Tatort die spelen in de stad Münster.

## Biografie

### Afkomst, jeugd en opleiding
Axel Prahl werd geboren als zoon van Heinz Prahl en zijn vrouw Rita, geboren Haferbecker, in Eutin en groeide op met zijn broer Udo in Neustadt in Holstein. Zijn moeder was verkoopster, zijn stiefvader Dieter Koziol (1945-2019) diende als onderofficier op een onderzeeër bij de marine en was later werkzaam als bemiddelaar bij het arbeidsbureau. Als tiener speelde Prahl Ierse volksmuziek. Op 14-jarige leeftijd nam hij deel aan een muziekwedstrijd in zijn woonplaats, die hij winnend afsloot, waardoor hij zich kwalificeerde voor een voortzetting op nationaal niveau. Volgens zijn eigen verklaring besloot hij echter niet deel te nemen uit angst dat succes zijn leven zou kunnen veranderen. Prahl sprak dit verhaal tegen uit een interview in 2013 in een televisieprogramma in 2024, waarin hij toegaf dat hij op dat moment niet op de hoogte was van de voortzetting van het concours op staats- en nationaal niveau.
Na de middelbare school behaalde Prahl zijn middelbareschooldiploma aan een vakschool (die gepaard ging met een stage van een jaar in metaalbewerking), leefde vervolgens tijdelijk als straatmuzikant in Spanje en ging daarna naar een gespecialiseerd gymnasium. Hij studeerde vervolgens wiskunde en muziek aan de Pädagogische Hochschule in Kiel, maar stopte na vijf semesters en werkte als bierwagenchauffeur, spoorwerker en ober. Een huisgenoot raadde hem aan om naar de toneelschool te gaan. Uiteindelijk volgde hij een acteeropleiding aan de Schauspielschule Kiel van 1982 tot 1985.

### Carrière
Prahl trad voor het eerst op als acteur in 1984. Vanaf 1992 had Prahl optredens bij het Renaissance Theater, het Grips Theater en de Kammerspiele van het Deutsches Theater. Tijdens zijn acteeropleiding maakte Prahl muziek (hij had een elfjarig contract bij het Kieler Theater) en richtte daarna de band Impuls op. Muziek en acteren liepen in die tijd parallel, totdat Prahl voor acteren koos.
Hij maakte zijn televisiedebuut in 1992 in Sleeping Dogs van Max Färberböck. In 1992 leende hij zijn stem aan Michael Chiklis in een aflevering van de serie Miami Vice. In zijn eerste bioscoopfilm Nachtgestalten (1999) speelde hij  een politieagent in een bijrol. Sindsdien is hij steeds opnieuw in deze rol te zien geweest, bijvoorbeeld in Die Polizistin, Die Hoffnung stirbt zuletzt en Der Grenzer und das Mädchen. De film Nachtgestalten markeert het begin van een succesvolle samenwerking met regisseur Andreas Dresen: Prahl ontving verschillende acteerprijzen, waaronder de Adolf Grimme Prijs, voor Die Polizistin, Halbe Treppe en Willenbrock. Sinds 2002 speelt hij als hoofdinspecteur Frank Thiel samen met Jan Josef Liefers het rechercheurspaar in Münster voor de WDR-misdaadserie Tatort. In 2005 won hij de Preis der deutschen Filmkritik in de categorie "beste acteur".
In 2007 leverde Prahl ook een bijdrage aan de titelsong van de bioscoopfilm Du bist nicht allein met een nieuwe interpretatie van het bekende popliedje. Hij is te zien als vertegenwoordiger in de videoclip voor het nummer Wenn es passiert van de band Wir sind Helden. Prahl en Andreas Dresen maken samen muziek in een band zonder naam, waarvan het repertoire bestaat uit covers van liedjes van Rio Reiser en Gerhard Gundermann. Sinds 2007 organiseert Prahl het jaarlijkse openluchtfestival Inselleuchten in Marienwerder, dat muziek en cabaret biedt in een verlichte omgeving. Naast zijn presentatie speelt en improviseert hij er ook zelf. Prahl is lid van de vereniging Kulturreich Barnim, die verantwoordelijk is voor de financiering van het festival.

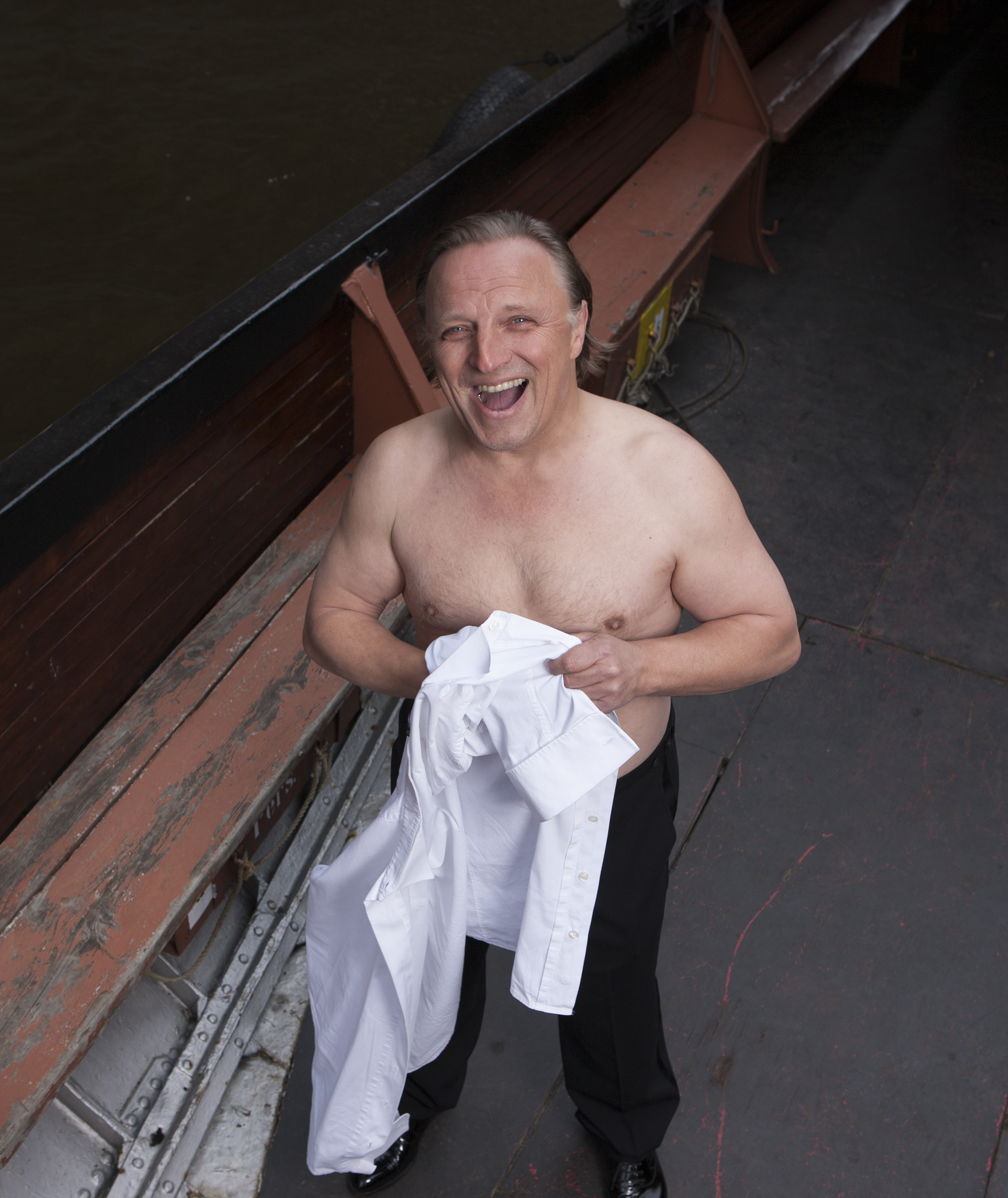
Axel Prahl gefotografeerd door Oliver Mark, Berlijn 2009

Op 27 februari 2009 verscheen het luisterboek Wo die wilden Maden graben van Thorsten Nagelschmidt, waarop Prahl te horen is als gastspreker naast Farin Urlaub. Sinds 2010 is Prahl een terugkerende verteller voor het literaire kinderradioprogramma Ohrenbär. Prahl nam in 2013 het luisterboek North Western op.
In 2014 speelde hij de dubbelrol van de gelijknamige eeneiige tweeling Jochen en Christian Lichtenberg in de identiteitsverwisselingskomedie Die Lichtenbergs - zwei Brüder, drei Frauen und jede Menge Zoff.
Op het album Ich bin der Boss van de Berlijnse band Knorkator, uitgebracht in september 2016, zingt Prahl het nummer Setz dich hin, in de videoclip waarin hij ook als zanger te zien is.
Prahl schreef voor het eerst filmmuziek voor de film Gloria, die schönste Kuh meiner Schwester (2019), waarin hij de broer speelt van de Brandenburgse boerin Jutta Pohlmann, gespeeld door Dagmar Manzel. Het lied dat hij voor de film componeerde, speelde hij zelf op de piano. In 2020 speelde hij samen met zangeres Vanessa Mai en haar filmvader Wim in het ARD-televisiedrama Nur mit Dir. Zijn kinderliedje In meinem Traum en het liedje Ritual zijn te horen in de film. Hij schreef ook het duet Spiegel, Spiegel met Mai, dat is opgenomen op haar zesde studioalbum Für immer. In de televisiefilm Eisland (2021) van Ute Wieland speelde hij de diepvriesleverancier Marko naast popzanger Roland Kaiser. Samen met Kaiser en collega-acteur Jan Josef Liefers nam hij in 2021 ook een coverversie op van Happy Xmas (War Is Over) van John Lennon.

## Privéleven
Prahl heeft twee dochters uit zijn eerste huwelijk, waarvan er één ook ging acteren, en een tweeling uit zijn tweede huwelijk. Sinds 2014 is hij voor de derde keer getrouwd met Silja Prahl. Prahl woont sinds 1992 in Berlijn.

## Filmografie

### Bioscoop
- 1999: Nachtgestalten
- 2000: alaska.de
- 2000: Herzrasen
- 2001: Liebe und Verrat
- 2002: The Pianist
- 2002: Halbe Treppe
- vanaf 2002: Tatort
- 2003: Befreite Zone
- 2005: Willenbrock
- 2005: Hoodwinked!, stem
- 2006: Die Wilden Hühner
- 2007: Du bist nicht allein
- 2007: Truck Stop Grill
- 2008: Friedliche Zeiten
- 2008: Mondkalb
- 2008: Der Rote Baron
- 2008: Die Schimmelreiter
- 2008: Stella und der Stern des Orients
- 2008: Sommersonntag (korte film)
- 2009: Berlin 36
- 2009: Dorfpunks
- 2010: Hier kommt Lola!
- 2011: Der ganz große Traum
- 2011: In der Welt habt ihr Angst
- 2012: An Enemy to Die For
- 2012: Die Nordsee: Unser Meer (documentaire, stem)
- 2014: Alles inklusive
- 2014: Rico, Oskar und die Tieferschatten
- 2014: Harms
- 2014: Kafkas Der Bau
- 2015: Ritter Trenk (stem)
- 2016: The Angry Birds Movie (stem)
- 2017: Timm Thaler oder das verkaufte Lachen
- 2018: Gundermann
- 2018: Ritter Trenk op Platt (stem, Nederduitse nagesynchroniseerde versie)
- 2019: Das Ende der Wahrheit

### Televisie

#### Televisiefilms
- 1992: Schlafende Hunde
- 1994: Das Phantom: Die Jagd nach Dagobert
- 2000: Die Polizistin
- 2001: Die Hoffnung stirbt zuletzt
- 2001: Rette deine Haut
- 2003: Das Wunder von Lengede
- 2005: Der Grenzer und das Mädchen
- 2006: Nicht alle waren Mörder
- 2006: Die Mauer: Berlin '61
- 2008: Liesl Karlstadt und Karl Valentin
- 2008: Die Weisheit der Wolken
- 2008: Die Patin: Kein Weg zurück (miniserie)
- 2009: Die Wölfe
- 2009: Zwölf Winter
- 2011: Die Lehrerin
- 2011: Die Sterntaler
- 2012: Das Millionen Rennen
- 2014: Die Lichtenbergs
- 2014: Die Mutter des Mörders
- 2015: Die Himmelsleiter
- 2017: Vadder, Kutter, Sohn
- 2018: Extraklasse
- 2018: Das Märchen von der Regentrude
- 2019: Gloria, die schönste Kuh meiner Schwester
- 2020: Nur mit Dir zusammen
- 2021: Extraklasse 2+
- 2021: Eisland
- 2022: Honecker und der Pastor
- 2022: Extraklasse - On Tour
- 2023: Die Himmelsleiter (miniserie, 2 afleveringen)
- 2023: Das Traumschiff - Walvis Bay

#### Televisieseries
- 1994: Bella Block: Die Kommissarin
- 2000: Adelheid und ihre Mörder - Der Ruf des Blutes
- 2001: Balko - Der Aufstand
- 2002: Polizeiruf 110 - Wandas letzter Gang
- 2004: Nachtschicht - Vatertag
- 2006: Das Duo: Unter Strom
- 2010: Sesamstraße präsentiert: Eine Möhre für zwei - Die Weltreise
- 2010: Kommissar Stolberg - Ehebruch
- 2017: Der gute Bulle

### Als stemacteur
- 2005: Hoodwinked! als Wolf voor Patrick Warburton
- sinds 2012: Unser Sandmännchen als Geschichtenerzähler
- 2015: Ritter Trenk als Hans vom Hohenlob
- 2016: The Angry Birds Movie als Bombe voor Danny McBride
- 2018: Die kleine Hexe als Abraxas
- 2018: Käpt’n Sharky als Alter Bill
- 2018: Ritter Trenk op Platt als Hans vom Hohenlob (Nederduits nagesynchroniseerde versie)
- 2020: Thin Ice (televisieserie) als Martin Overgaard

## Luisterboeken
- 2009: Sturmkap – um Kap Horn und durch den Krieg. Die unglaubliche Reise von Kapitän Jürgens. Van Stefan Kruecken. Ankerherz Audio, Appel, ISBN 3-940138-02-9.
- 2009: Charlie steckt fest Van Hilary McKay, gelezen door Axel Prahl, Patmos audio
- 2009: Charlie zieht aus Van Hilary McKay, gelezen door Axel Prahl, Patmos audio
- 2009: Wo die wilden Maden graben. Van Nagel, gelezen door Nagel, Farin Urlaub en Axel Prahl, Ventilverlag, ISBN 978-3-491-91308-0.
- 2010: Seefahrt mit Kartoffel. Van Ariane Grundies, gelezen door Axel Prahl, Rundfunk Berlin-Brandenburg/Ohrenbär, Berlin.
- 2011: Wenn man bedenkt, dass wir alle verrückt sind … Van Mark Twain, gelezen door Axel Prahl en Jan Josef Liefers. Random House Audio, Köln, ISBN 3-8371-0910-0.
- 2012: North Western. Van Mark Sundeen, gelezen door Axel Prahl en Holger Gertz. Ankerherz Audio, ISBN 978-3-940138-24-8.
- 2014: Wunderbar weihnachtlich. Van Annette Herzog, gelezen door Axel Prahl, Rundfunk Berlin-Brandenburg/Ohrenbär, Berlin.
- 2015: Der treue Freund. Van Silja Prahl, gelezen door Axel Prahl. Sony Music Entertainment Germany GmbH.
- 2021: Die ??? und die schwarze Katze, van William Arden, gelezen door Axel Prahl. Europa.
- 2022: Hoch lebe Doktor Zange! Van Annette Herzog, gelezen door Axel Prahl, Rundfunk Berlin-Brandenburg/Ohrenbär, Berlin.
- 2022: Erfinderwettstreit in der ‚Kuhlen Birne‘. Van Lothar Stemwedel, gelezen door Axel Prahl, Rundfunk Berlin-Brandenburg/Ohrenbär, Berlin.
- 2023: Vom kleinen Tier, das nicht wusste, wer es war. Van Nicole Röndigs, gelezen door Axel Prahl, Rundfunk Berlin-Brandenburg/Ohrenbär, Berlin.
- 2023: Pelle macht Karriere. Van Katja Reider, gelezen door Axel Prahl, Rundfunk Berlin-Brandenburg/Ohrenbär, Berlin.

## Hoorspelen (selectie)
- 2005: Werner Buhss: Kaugummimonat – Regie: Martin Zylka (misdaadhoorspel – Deutschlandradio Kultur)
- 2007: Wolfgang Zander: Big Jump oder Charlotte träumt – Regie: Beatrix Ackers (kinderhoorspel – DKultur)
- 2018: Juli Zeh: Unterleuten – Regie: Judith Lorentz (NDR/rbb)
- 2020: ENTHÜLLT – Regie: Kim Frank (podcast bij RTL+ Musik)
- 2022: Edgar Linscheid en Stuart Kummer: GRЁUL - Die Legende erwacht (WDR)
- 2024: Edgar Linscheid en Stuart Kummer: GRЁUL 2 - Die Legende lebt (WDR)

## Discografie
- 2011: Du bist nicht allein – Axel Prahl feat. Jakob Ilja (titelsong van de gelijknamige film)
- 2011: Blick aufs Mehr – Axel Prahl & Das Inselorchester (samen met Danny Dziuk)
- 2013: Blick aufs Mehr live – Axel Prahl & Das Inselorchester (samen met Danny Dziuk)
- 2015: Leinen los – Axel Prahl, Andreas Dresen & Band
- 2016: Setz Dich Hin – Knorkator feat. Axel Prahl (zang)
- 2018: Mehr – Axel Prahl & das Inselorchester (samen met Danny Dziuk)
- 2020: Spiegel, Spiegel – Vanessa Mai & Axel Prahl (gastoptreden in Für immer)
- 2021: Timpete – Axel Prahl & Das Inselorchester (samen met Soni Code, Lukasz Konieczny)

- Bibsys: 15009165
- Gemeinsame Normdatei: 133173844
- International Standard Name Identifier: 0000 0000 7878 7537
- Library of Congress Control Number: nr2004026815
- MusicBrainz: 0c33b588-69d4-41ae-8443-ee178708dc8b
- Nationale Bibliotheek van Tsjechië: pna2005311692
- Nationale Bibliotheek van Israël: 987007327510105171
- Nederlandse Thesaurus van Auteursnamen: 370618033
- Réseau des bibliothèques de Suisse occidentale: 02-A023875506
- Système universitaire de documentation: 120685272
- Virtual International Authority File: 313042354
- WorldCat: E39PBJc3JfCgcQd44J7PjDHQv3